# جزاء الحربي
جزاء بن صالح الحربي (1951 - 27 مارس 2021)، شاعر كويتي من أصل سعودي.

## سيرته الذاتية
أمضى حياته كلها في الكويت وهو واحد من الشعراء الكويتيين المخضرمين، ويعد واحدًا من أشهر الشعراء في دولة الكويت والخليج العربي، وله العديد من القصائد المؤثرة التي ترسّخت في قلوب محبي الشعر في كافة دول الخليج العربي.
وكتب الشاعر الراحل قصائد في ألوان شعرية مختلفة منها المدح والرثاء والفخر وغيرها من الألوان الشعرية، بدأ كتابة الشعر وهو في الخامسة عشر من عمره في بداية السبعينيات، اهتم جده ووالده بالشعر ولقد تأثر بهم. وكانت أول قصيدة منشورة له في مطلع السبعينات ونُشرت في أحد الجرائد الكويتية. في عام 1979 انضم إلى ديوانية شعراء النبط الكويتية. شارك في العديد من المسابقات الشعرية، أهمها مسابقة مهرجان سلطان بن زايد التراثي.
وعلى الرغم من ثقله الشعري وأهميته في الساحة الأدبية الكويتية والخليجية إلا أنه كان قليل الظهور في اللقاءات الإعلامية.

## مؤلفاته
صدر ديوانه الأول في عام 1981، والثاني في عام 1984، والثالث في عام 2018 بعنوان "ديوان جزاء الحربي"، وهو مكون من 365 صفحة و121 قصيدة مختلفة.

## وفاته
توفي في يوم السبت 27 مارس 2021، في أحد مستشفيات الكويت بعد صراع طويل مع المرض عن عمر ناهز السبعين، ودفن في يوم 28 مارس 2021 في مقبرة صبحان بعد صلاة الظهر. ونفت عائلته كافة الأنباء المنتشرة عبر منصات التواصل الاجتماعي حول وفاته بسبب فيروس كورونا المستجد.